# Gottlieb Frank
Gottlieb Frank (* 28. Oktober 1904 in Unterhöfen, Gemeinde Harsberg, Oberamt Öhringen; † 23. Februar 1998 in Unterhöfen, Gemeinde Pfedelbach, Hohenlohekreis) war ein deutscher Landwirt und Weinbauer sowie Politiker (CDU).

## Werdegang
Frank wurde in dem kleinen Weiler Unterhöfen geboren. Nach dem Besuch der Volksschule absolvierte er in zwei Jahren die Landwirtschaftsschule und machte anschließend eine Ausbildung im Obst- und Weinbau. Zum 1. Mai 1933 trat er der NSDAP bei (Mitgliedsnummer 3.144.891). 1934 übernahm er den elterlichen Landwirtschaftsbetrieb mit intensivem Obst- und Weinbau.
Frank war Mitglied des Gemeinderats, Kreisrates und Kreistages und dort eine Zeitlang erster Stellvertreter des Landrats. Im Kreistag war er Fraktionsvorsitzender der CDU, deren Kreisvorsitzender im Landkreis Öhringen er von 1952 bis 1972 war. Am 11. September 1961 rückte er für Martin Storz als Abgeordneter des Wahlkreises Öhringen in den Landtag von Baden-Württemberg nach. Bei den Landtagswahlen 1964 und 1968 gewann er jeweils das Direktmandat im Wahlkreis Öhringen. Er gehörte dem Landtag bis 1972 an.
Gottlieb Frank war evangelischer Konfession, verheiratet und hatte vier Kinder. Seit Bestehen der Landwirtschaftsschule in Öhringen im Jahr 1924 war er jahrzehntelanger Vorsitzender des Vereins Ehemaliger Landwirtschafts-Schüler, außerdem Vorsitzender des örtlichen Männergesangvereins und Mitglied des Landwirtschaftsgerichts sowie der Oberen Flur- und Siedlungsbehörde.

## Ehrungen
- 1972: Verdienstkreuz 1. Klasse der Bundesrepublik Deutschland